# Subdivisões das Ilhas Marshall

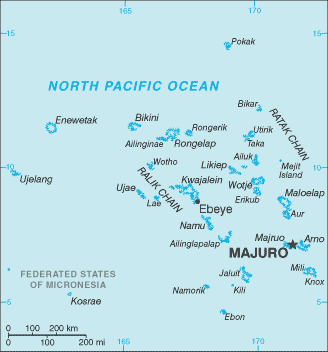
Ilhas e atóis das Ilhas Marshall

As Ilhas Marshall dividem-se em 33 municípios, que correspondem às ilhas e atóis habitados.
- Ailinginae
- Ailinglaplap
- Ailuk
- Arno
- Aur
- Bikar
- Bikini
- Bokak
- Ebon
- Enewetak
- Erikub
- Jabat
- Jaluit
- Jemo
- Kili
- Kwajalein
- Lae
- Lib
- Likiep
- Majuro
- Maloelap
- Mejit
- Mili
- Namorik
- Namu
- Rongelap
- Rongrik
- Toke
- Ujae
- Ujelang
- Utirik
- Wotho
- Wotje